# Poxdorf (Türingia)
Poxdorf település Németországban, azon belül Türingiában. Lakosainak száma 91 fő (2023. december 31.). Poxdorf Schkölen és Tautenburg községekkel határos.

## Népesség
A település népességének változása:
| Lakosok száma | 88   | 88   | 92   | 90   | 91   |
|               | 2017 | 2019 | 2021 | 2022 | 2023 |